# Dysidea frondosa
Dysidea frondosa är en svampdjursart som beskrevs av Berquist 1995. Dysidea frondosa ingår i släktet Dysidea och familjen Dysideidae.
Artens utbredningsområde är havet kring Nya Kaledonien. Inga underarter finns listade i Catalogue of Life.